# Cold Lake (See)
Der Cold Lake ist ein 373 km² großer See in den beiden kanadischen Prärieprovinzen Alberta und Saskatchewan. Der See gab den dort lebenden Indianern den Namen: Cold Lake First Nations.

## Lage
Die kanadische Kleinstadt Cold Lake im nordöstlichen Alberta ist nach diesem See benannt, an dessen Südufer sie liegt. 15 km nördlich vom Cold Lake liegt der noch etwas größere Primrose Lake. Der Teil des Cold Lake, der in Alberta liegt, befindet sich im Municipal District of Bonnyville No. 87, während der Teil in der Provinz Saskatchewan der Rural Municipality Beaver River No. 622 zugeordnet ist. Die Schutzgebiete Cold Lake Provincial Park (Alberta) und Meadow Lake Provincial Park (Saskatchewan) schließen den See ein.

## Seefauna
Im See werden folgende Fischarten gefangen: Regenbogenforelle, Glasaugenbarsch, Amerikanischer Flussbarsch, Heringsmaräne, Hecht und Amerikanischer Seesaibling.